# Ulla Arwinge
Ulla Cecilia Arwinge, (Arvinge enl SDB) född 6 januari 1926 i Västerås domkyrkoförsamling, Västerås, död 12 mars 2003 i Tuna församling, Nyköping, var en svensk konstnär.
Arwinge studerade konst utomlands. Hon ställde ut separat i Sverige, Tyskland, Frankrike, Finland och på Island. Hennes konst består av ängsbilder, gotlandsbilder och fjällmotiv målade i en expressionistisk stil. Hon tilldelades Nyköpings kommuns kulturstipendium. Arwinge är representerad vid Statens konstråd, Göteborgs kommuns konstnämnd, Sveriges allmänna konstförening samt i ett flertal kommuner och landsting.